# Xã Randolph, Quận McKenzie, Bắc Dakota
Xã Randolph (tiếng Anh: Randolph Township) là một xã thuộc quận McKenzie, tiểu bang Bắc Dakota, Hoa Kỳ. Năm 2010, dân số của xã này là 16 người.